# Prise d'otages du Jaffar Express
La prise d'otages du Jaffar Express se déroule au Pakistan lorsque des membres de l'Armée de libération du Baloutchistan attaquent un train à Sibi, entre Quetta et Peshawar, le 11 mars 2025.

## Déroulement
Le 11 mars 2025, le Jaffar Express (en) assure la relation de Quetta à Peshawar avec 440 passagers dans neuf voitures, lorsque des militants font sauter la voie ferrée à l'aide d'explosifs près de la région montagneuse de Gudalar et de Piru Kunri, à environ 160 kilomètres de Quetta. Le train est arrêté à l'intérieur du tunnel numéro 8 (à Bolan).
Des coups de feu sont tirés et des explosions sont entendues ; les passagers sont pris en otage.
Les forces de sécurité gouvernementales parviennent dans un premier temps à libérer une centaine d'otages,.
Le commando exige la libération des « prisonniers politiques » du Baloutchistan sous 48 heures en échange des 214 otages qu'il détient.
Les forces armées lancent l'assaut le 12 mars 2025 et tuent les 33 terroristes.

## Bilan

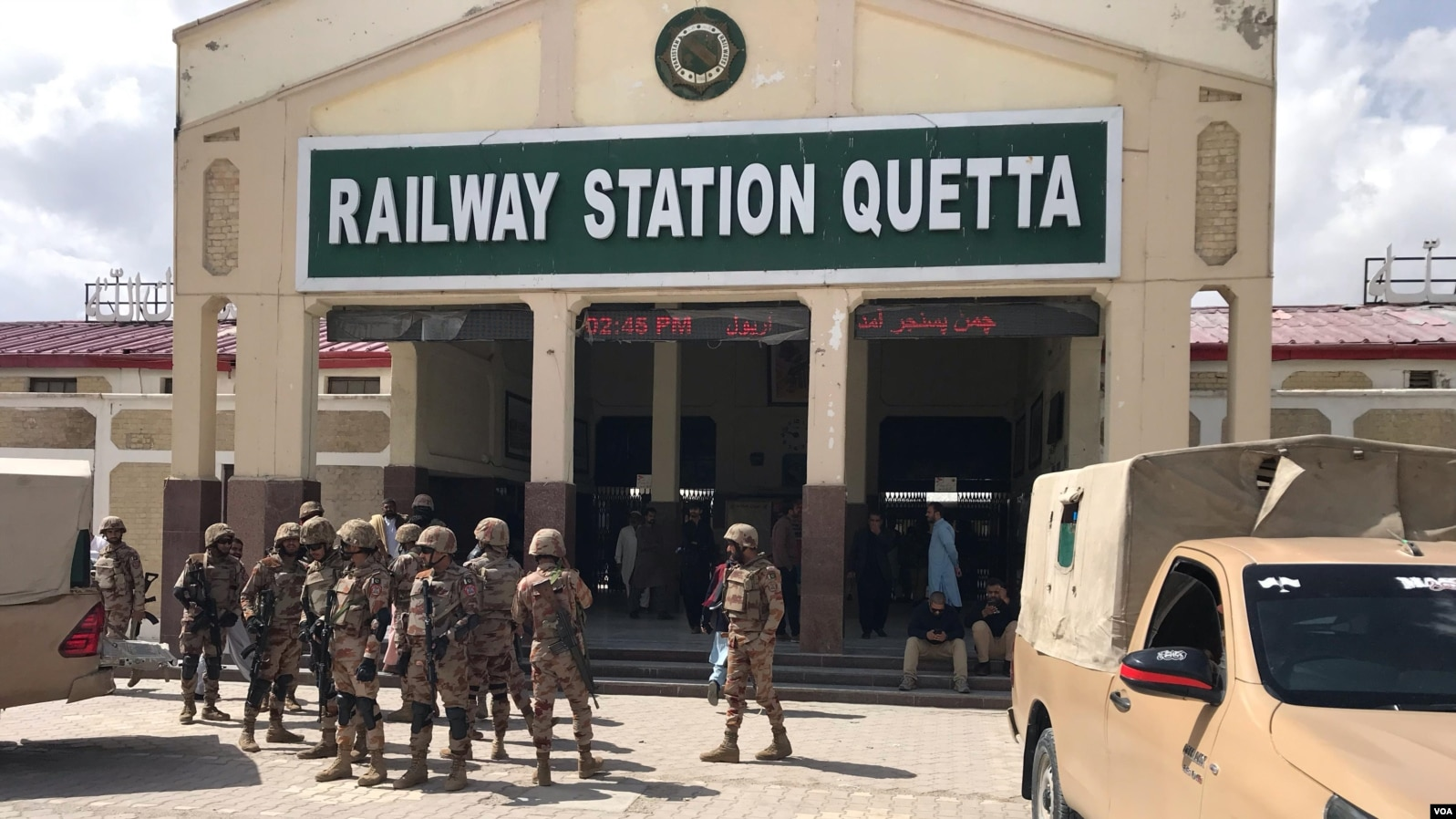
Militaires pakistanais devant la gare ferroviaire de Quetta.

Le bilan au 12 mars varie selon les sources. Selon l'armée pakistanaise, vingt-et-un passagers, le conducteur du train, les trente-trois terroristes et quatre soldats du Frontier Corps auraient été tués lors de l'attaque. Selon la militante pakistanaise des droits de l'homme Mama Qadeer (en), plus de trente membres du personnel de sécurité auraient été tués. Dix-sept passagers et trois membres du personnel de sécurité ont été blessés.
Le 13 mars, le directeur général de l'Inter-Services Public Relations (en), l'organisme chargé des relations publiques de l'armée pakistanaise, annonce en conférence de presse un bilan en hausse avec vingt-six passagers tués - dont dix-huit militaires en transit - et trente-sept blessés dont plusieurs dont le pronostic vital est engagé.
Il déclare que les terroristes disposaient d'armes provenant de l'émirat islamique d'Afghanistan - régime avec lequel le Pakistan est en conflit à la suite de l'insurrection islamiste au Pakistan - et que l'Inde est « un sponsor du terrorisme au Baloutchistan ».